# Oxidercia
Oxidercia is een geslacht van vlinders van de familie spinneruilen (Erebidae), uit de onderfamilie Calpinae.

## Soorten
- O. apicalis Walker, 1865
- O. asaphisema Hampson, 1926
- O. atripustula Walker, 1862
- O. carpnophora Hampson, 1926
- O. cymatistis Hampson, 1926
- O. denticulosa Walker, 1865
- O. discophora Hampson, 1926
- O. dorcanderalis Walker, 1859
- O. excisa Hampson, 1926
- O. fuscapurpurea Kaye, 1901
- O. laloides Dognin, 1897
- O. lepraota Hampson, 1926
- O. nigrirena Hampson, 1924
- O. nucleola Hampson, 1926
- O. punctularis Walker, 1865
- O. sciogramma Hampson, 1926
- O. thaumantis Hampson, 1926
- O. thermeola Hampson, 1926
- O. toxea Stoll, 1781